# Особняк Кечекьяна
Особняк Ф. С. Кечекьяна (Кечегьяна) — здание в Ростове-на-Дону, расположенное на площади Свободы. Построено в третьей четверти XIX века на центральной площади города Нахичевани-на-Дону (ныне в составе Пролетарского района Ростова-на-Дону). В настоящее время особняк занимает детская библиотека имени А. С. Пушкина. Здание имеет статус объекта культурного наследия регионального значения.

## История

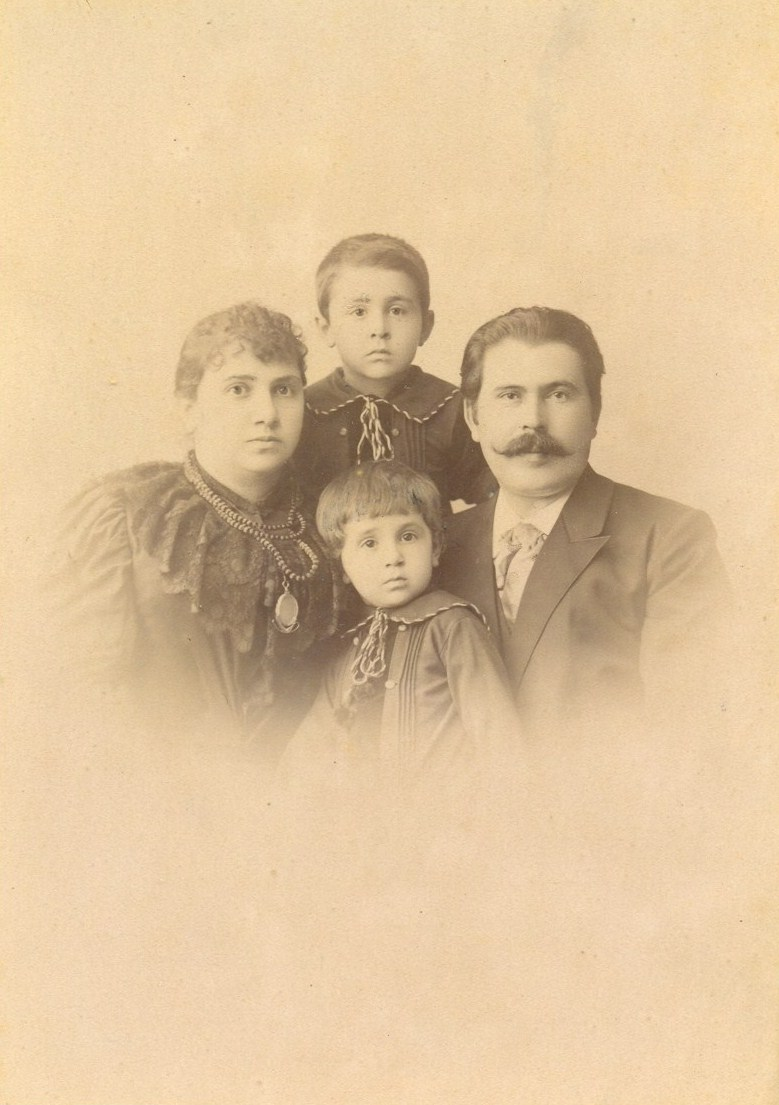
Семья Кечекьян

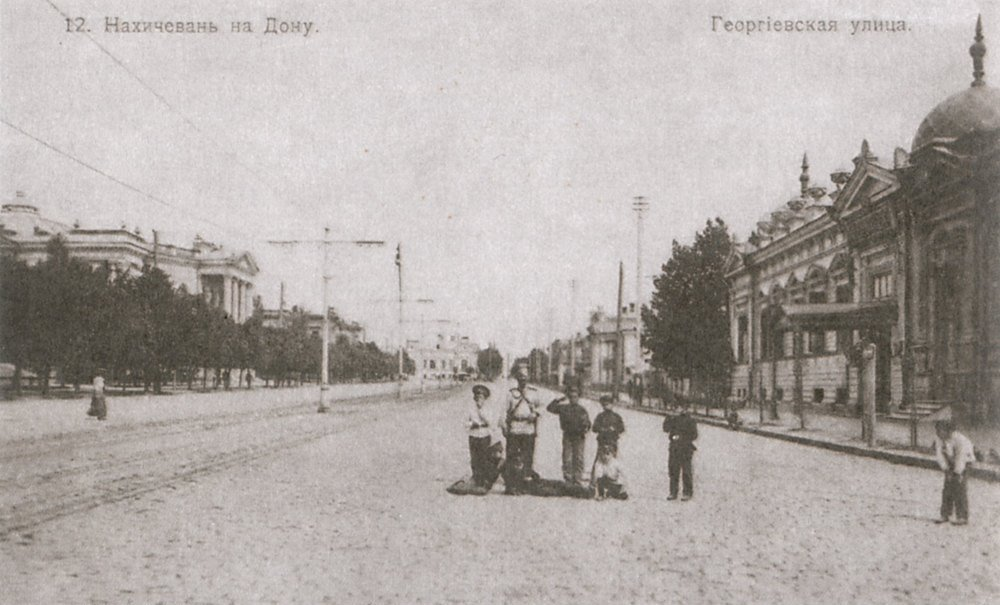
Дом Сагирова и купол дома Кечекьяна (справа)

Особняк на Бульварной площади Нахичевани-на-Дону был построен третьей четверти XIX века (первоначальный адрес Бульварная площадь, дом 7). Надзор за его строительством вёл городской архитектор Н. Н. Дурбах. Из документов известно, что как минимум с 1886 года дом принадлежал мещанке Ольге Тарасовне Ходжаевой. В 1894 году Ходжаева продала своё имение за 8 тысяч рублей серебром Искуги Хачересовне Кечекьян (урождённой Аладжаловой), жене врача Фёдора (Аствацатура) Степановича Кечекьяна.
В особняке супруги Кечекьян жили со своими детьми. Искуги Хачересовна Кечекьян была членом Армянского женского благотворительного общества «Попечение» и членом правления «Нахичеванского н-Д. Николаевского благотворительного общества пособия бедным.». Её брат — художник М. Х. Аладжалов. Федор Степанович Кечекьян был городским врачом, гласным Городской Думы Нахичевани-на-Дону, членом Финансовой комиссии Городской Думы, членом Больничной комиссии Городской Думы, членом «Нахичеванского армянского благотворительного общества», членом правления «Нахичеванского отдела общества спасения на водах», членом Попечительного совета Екатерининской женской гимназии, членом Попечительного совета «Женских коммерческих курсов», кавалером Ордена Святой Анны третьей степени.
После прихода советской власти особняк национализировали. В 1926 году (по другим данным — в 1929 году) в здании разместилась детская библиотека имени А. С. Пушкина.

## Архитектура
Одноэтажный особняк с высоким цокольным этажом главным фасадом обращён на площадь Свободы. На востоке к дому примыкает особняк Сагирова. За домом Кечекьяна расположен двор, где ранее находились хозяйственные постройки: ледник, каретник и конюшня. Парадный фасад имеет классическую ордерную композицию. Крайние раскреповки акцентированы пилястровыми порталами. Четыре центральных оконных проёма оформлены наличниками и сандриками в стиле барокко. Парадный вход расположен с левой стороны, до нашего времени сохранилась оригинальная деревянная дверь. Над прихожей в начале XX века был сооружён купол со шпилем (ныне утрачен; см. фото справа).
Комнаты особняка располагались в два ряда: вдоль главного и вдоль дворового фасадов. Три окна центрального зала выходили на главный фасад. К залу примыкали рабочий кабинет и жилая комната. Библиотека и другие жилые комнаты были обращены окнами во двор. Цокольный этаж имел отдельный вход со двора. Там размещался кабинет, где врач Ф. С. Кечекьян принимал больных. Со стороны двора к особняку примыкала небольшая веранда.
В документе 1894 года дом описывается так: «недвижимое имение состоящее в г. Нахичеван н/Д по Бульварной площади под № 7 и заключающееся в двухэтажном каменном доме с каменными же надворными постройками, и дворовой землей коей мерою: по площади десять сажень и два аршина и во дворе двадцать пять сажень, все без остатка, в соседстве с имениями Сагирова и Ходжаевых».